# پروژه مردان سبز کوچک
ژوسلین بل بورنل کار بر دکترای هوافضا را در دانشگاه کمبریج آغاز کرد. وی با ساخت یک رادیو الکتروسکوپ شروع به کار نمود.
در سال ۱۹۶۷ این رادیو الکتروسکوپ به منظور دریافت صدا از اعماق فضا آماده شد. آنتن رادیو امواج رادیویی را جذب و قلم اتوماتیک آن سیگنال‌ها را بر روی نوارهای بلندی از کاغذ ضبط می‌نمود.

## انجام پروژه
نخستین سیگنال در ماه جولای ظاهر شد. امواج نشان می‌دادند که سیگنال‌ها متعلق به ۲۰۰ سال نوری دورتر از زمین بوده‌اند.
Bell به مدت یک ماه سیگنالی دریافت نکرد. پس از یک ماه مجدداً قلم سیگنال دیگری را به ثبت رساند. فاصلهٔ هر سیگنال ۱٬۳۰ ثانیه بود، به همین دلیل به نظر می‌رسید زندگی هوشمندانه‌ای در اعماق فضا وجود دارد!

## LGM
از آنجایی که Bell و همکارانش احتمال وجود زندگی در اعماق فضا را می‌دادند این پروژه را LGM (Little Green Men) به معنای مردان سبز کوچک نام نهادند. 

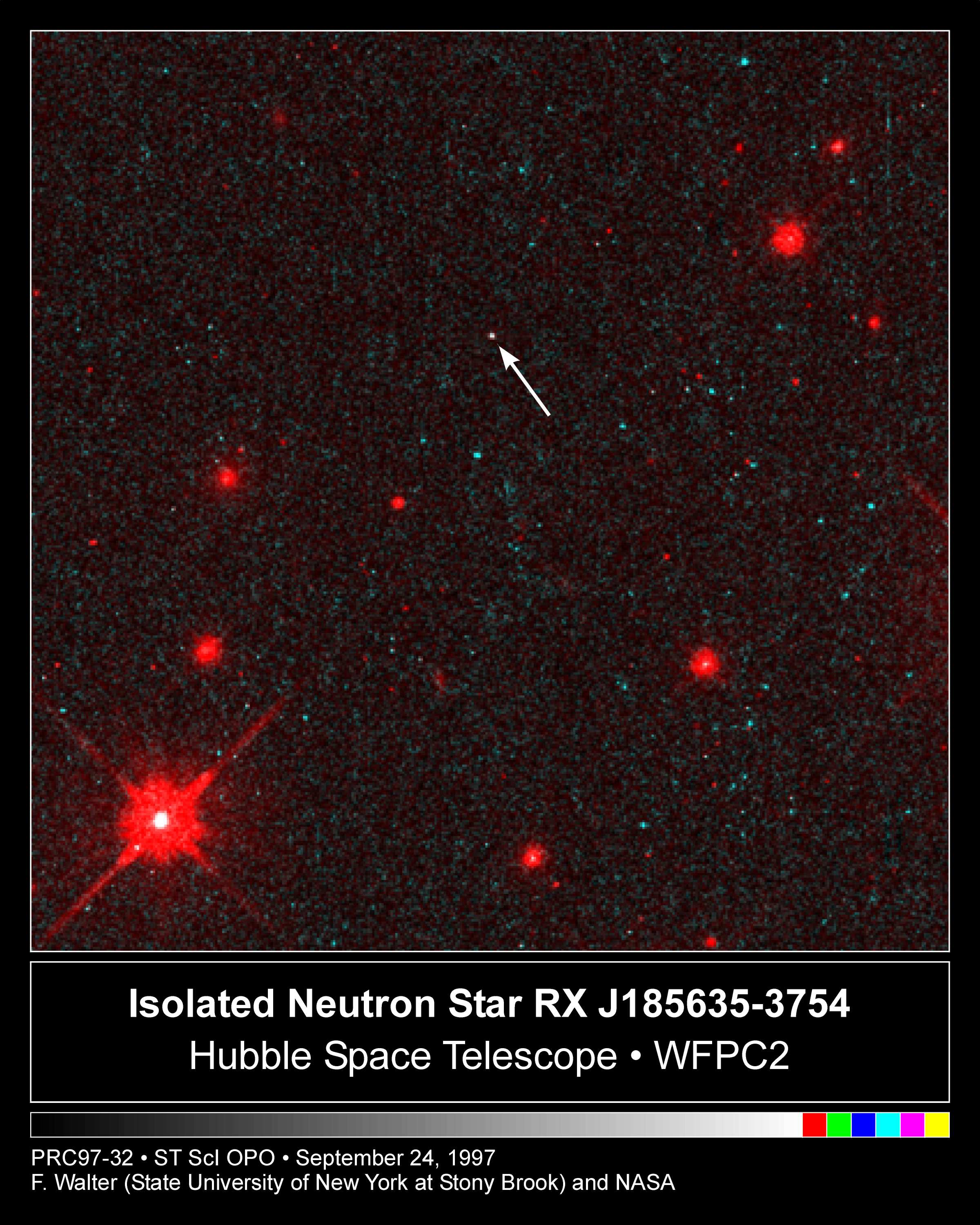

## کشف ستاره
بعد از مدتی سیگنال دیگری از فضا دریافت شد. اما مختصات سیگنال جدید کاملاً با حالت نخست متفاوت بود و نظریه وجود زندگی در فضا را رد می‌کرد. به همین دلیل اسم پروژه به Pulsar تغییر یافت. تحقیقات بیشتر روی این پروژه آن‌ها را به این نتیجه رساند که سیگنال‌ها متعلق به ستاره‌های نوترونی بوده‌اند، هر دور گردش این ستاره‌های کوچک به دور خودشان منجر به ایجاد یک موج رادیویی می‌شود. یک ستاره نوترونی به شدت فشرده‌است و می‌تواند جرمی برابر خورشید منظومه شمسی داشته باشد، در حالی که قطر آن فقط ۱۰ مایل است. Bell نخستین ستاره‌شناسی بود که موفق به کشف Pulsar نوعی ستاره نوترونی شد.